# Skauting
Skauting (od ang. scouting) – ruch społeczny i pedagogiczny, sformalizowany później w szeregu organizacji młodzieżowych w wielu krajach, który został zapoczątkowany na przełomie XIX i XX w. w Anglii przez Roberta Baden-Powella i Ernesta Thompson Setona w USA. W Polsce jego prekursorem był Andrzej Małkowski, uważany za twórcę harcerstwa – polskiej odmiany skautingu.
Ruch skautowy  został zdefiniowany jako dobrowolny apolityczny ruch wychowawczy dla młodzieży, otwarty dla wszystkich, bez względu na pochodzenie, rasę czy wyznanie, zgodny z celem, zasadami i metodą, które ustalił założyciel Robert Baden-Powell.

## Cel ruchu skautowego

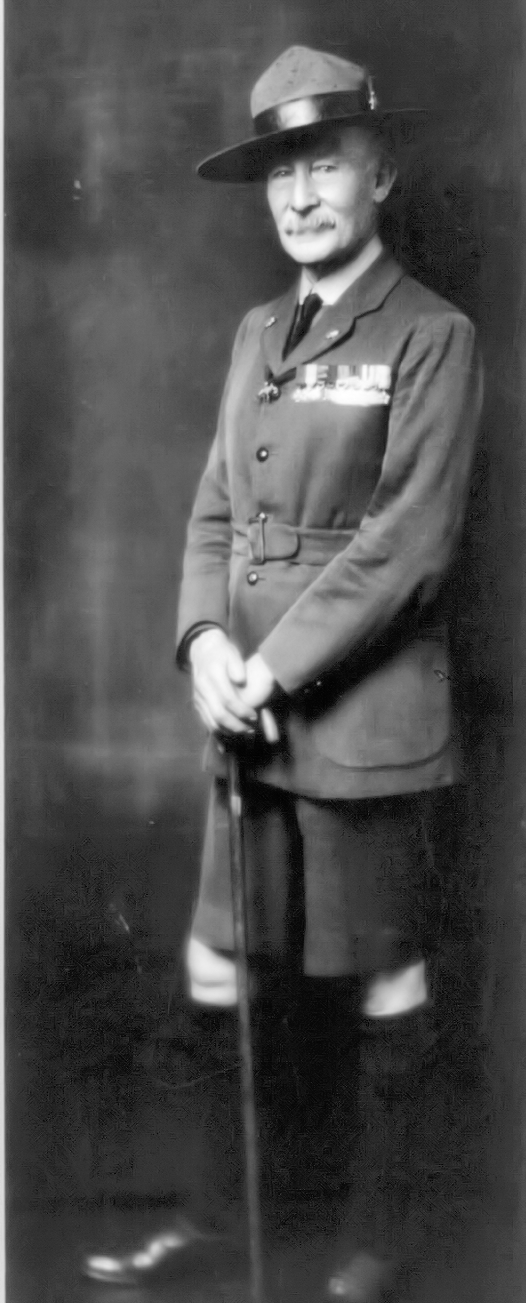
Robert Baden-Powell
1857–1941

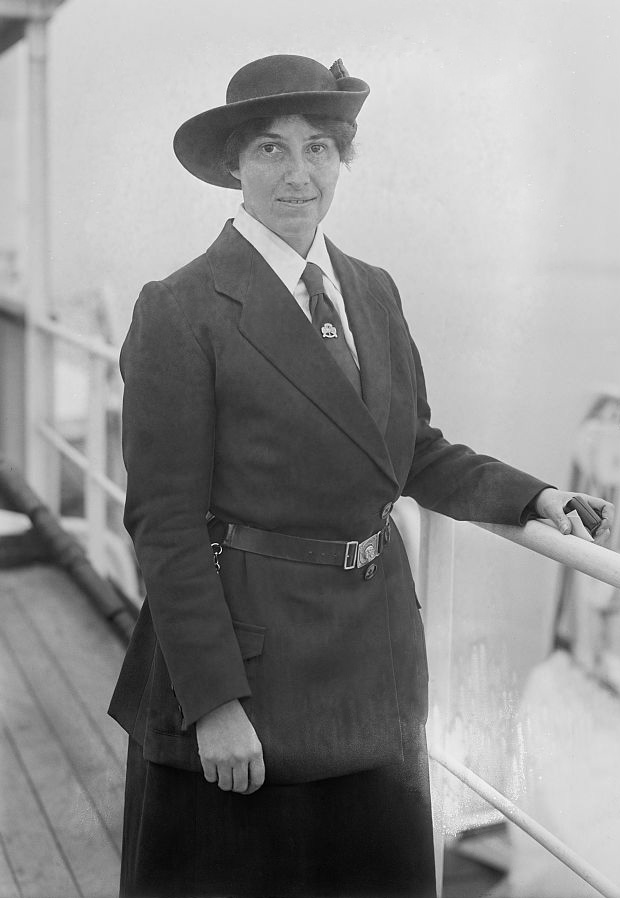
Olave Baden-Powell
1889–1977

Celem ruchu skautowego jest przyczynianie się do rozwoju młodych ludzi w taki sposób, by w pełni mogli wykorzystać swoje możliwości fizyczne, umysłowe, społeczne i duchowe jako jednostki, jako odpowiedzialni obywatele i jako członkowie wspólnot lokalnych, narodowych i międzynarodowych.

## Zasady ruchu skautowego
Zasadami ruchu skautowego są podstawowe wierzenia i prawa, których należy przestrzegać dążąc do celu. Stanowią one kodeks postępowania, który wyróżnia wszystkich uczestników ruchu.
Skauting oparty jest na trzech ogólnych zasadach, które reprezentują jego podstawowe prawa i wierzenia. Są to: „obowiązek wobec Boga”, „obowiązek wobec bliźnich” i „obowiązek wobec samego siebie”. Jak wskazują ich nazwy, pierwsza zasada dotyczy stosunku człowieka do wartości duchowych, druga odnosi się do stosunku człowieka do społeczności w najszerszym znaczeniu tego słowa, a trzecia do obowiązków człowieka wobec samego siebie.

### Obowiązek wobec Boga
Obowiązek wobec Boga, jest zdefiniowany jako „wierność zasadom duchowym, lojalność wobec religii, która je wyraża i akceptacja obowiązków, które z niej wynikają”.
Trzeba zauważyć, że w odróżnieniu od nazwy, sam tekst zasady nie posługuje się słowem „Bóg”, po to by stało się jasne, że to sformułowanie obejmuje również te religie, które nie są monoteistyczne, jak np. hinduizm, lub takie, które nie uznają osobowego Boga, jak np. buddyzm.
Robert Baden-Powell zapytany, kiedy religia weszła do skautingu, odpowiedział:  Religia nie weszła. Ona już jest w nim. Jest to podstawowy czynnik, stanowiący podstawę skautingu i guidingu.
Pojęcie siły wyższej jest czymś podstawowym dla skautingu. Jego wychowawcze znaczenie polega na udzieleniu pomocy młodym ludziom w zrozumieniu świata materialnego i badaniu duchowych wartości życia.

### Obowiązek wobec bliźnich
Należy pomagać bliźnim, czyli wszystkim osobom żyjącym, niezależnie od tego, czy są wrogami, przyjaciółmi, czy nie znamy ich.

### Obowiązek wobec samego siebie
Tę zasadę określa się jako odpowiedzialność za własny rozwój. W ten sposób skauting opiera się nie tylko na powyższych zasadach, lecz również na przekonaniu, że człowiek powinien wziąć odpowiedzialność za rozwój własnej osobowości. Pozostaje to w pełnej zgodności z założeniami wychowawczymi skautingu, którego celem jest pomaganie młodemu człowiekowi w pełnym rozwoju jego możliwości – proces ten nazywamy „odkrywaniem” jego osobowości. W tym procesie podstawową rolę odgrywa Przyrzeczenie i Prawo Skautowe.

### Wierność Prawu i Przyrzeczeniu skautowemu
Prawo i Przyrzeczenie stanowią ideał, do którego należy dążyć.

## Metoda Skautowa

### Prawo i Przyrzeczenie skautowe
Tekst przetłumaczonego prawa skautowego z 1907 roku:
1. Godność skauta polega na tym, że można mu zaufać.
2. Skaut jest lojalny względem Króla, swego kraju, przełożonych, rodziców, pracodawców i podwładnych.
3. Obowiązkiem skauta jest bycie pożytecznym i niesienie pomocy bliźnim.
4. Skaut jest przyjacielem wszystkich, a bratem każdego innego skauta, bez względu na to, do jakiej należy on klasy społecznej.
5. Skaut jest rycerski.
6. Skaut jest przyjacielem zwierząt.
7. Skaut jest posłuszny bez zastrzeżeń rodzicom, zastępowemu i skautmistrzowi.
8. Skaut śmieje się i gwiżdże w każdej ciężkiej przygodzie.
9. Skaut jest oszczędny.
10. Skaut jest czysty w myśli, mowie i czynie.

Przysięga Skautowa 1907 – według Sir Roberta Baden-Powella of Gilwell.
„Przysięgam na swój honor uczynić wszystko, co leży w mojej mocy, by spełnić obowiązek względem Boga i Króla. Nieść pomoc bliźnim w każdej potrzebie. Być posłusznym prawu skautowemu.”

### Przynależność do małych grup
Zobacz: system zastępowy.

### Stale doskonalone, stymulujące programy
Współcześnie skautingiem określa się wszystkie organizacje skautowe zrzeszające chłopców i dziewczęta, pracujące metodą skautową.
Pierwotnie skauting odnosił się tylko do chłopców (ang. Boy Scouts – młodzi zwiadowcy), skautów, którzy od 11. do 15. roku życia organizowali się w zastępy, patrole i drużyny skautowe, w celu wyrobienia cnót obywatelskich, rycerskiego zachowania się i sprawności w różnych zajęciach pod gołym niebem (zwłaszcza obozowania, wycieczek krajoznawczych, pływania i żeglarstwa). Jako organizacja skautowa założona została w Wielkiej Brytanii w 1908 przez gen. Roberta Baden-Powella i szybko rozprzestrzeniła się na inne kraje.
W 1910 powstała również pierwsza organizacja skautowa dziewcząt (ang. Girl Guides), a w 1916 – dla młodszych chłopców, tzw. wilcząt, szczeniąt (Wolf Cubs, Cub Scouts) i młodszych dziewcząt tzw. krasnali (Brownies). W 1922 objęła swoim zasięgiem również młodzież od lat 16 (Rover Scouts, Scout Rangers).
Dwie największe współczesne organizacje skautowe to Światowa Organizacja Ruchu Skautowego WOSM (The World Organization of the Scout Movement) i Światowe Stowarzyszenie Przewodniczek i Skautek WAGGGS (World Association of Girl Guides and Girl Scouts).

## Historia
- Historia skautingu
  - ruch skautowy na ziemiach polskich
  - historia harcerstwa

### Kalendarium

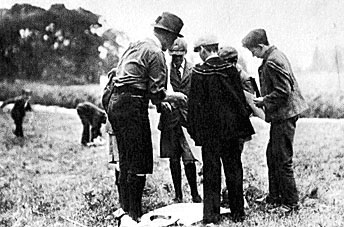
Robert Baden-Powell i pierwsi skauci na obozie skautowym, Wyspa Brownsea, sierpień 1907

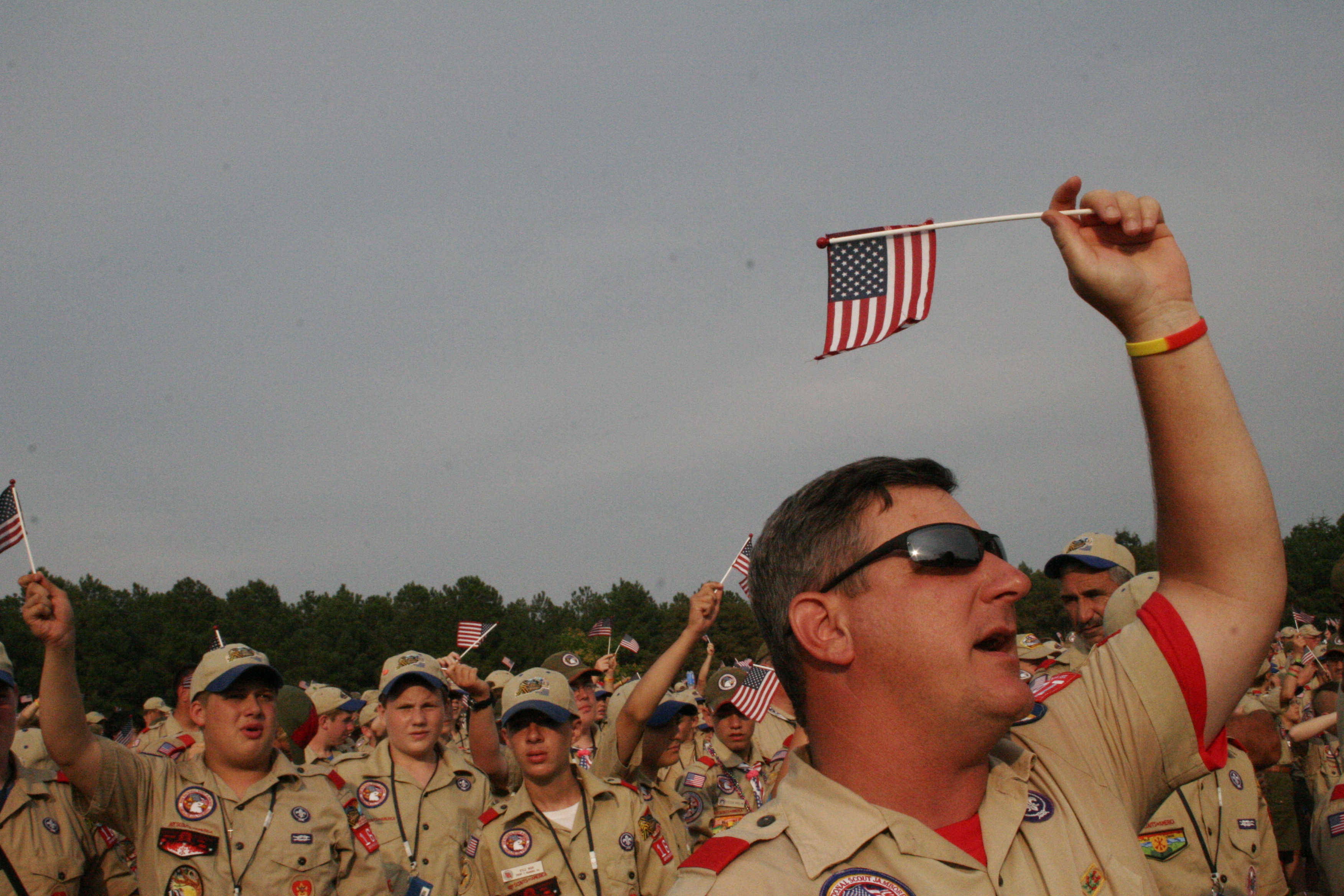
2006 – Narodowe Scout Jamboree w USA

- 22 lutego 1857 – urodził się Robert Baden-Powell. Dzień 22 lutego obchodzony jest na całym świecie jako Dzień Myśli Braterskiej.
- 1896 – główną inspiracją do założenia międzynarodowego skautingu było przekazanie Robertowi Baden-Powellowi idei woodcraft przez Fredericka Russella Burnhama, amerykańskiego zwiadowcę, obieżyświata, łowcę przygód, znanego ze swej służby dla British Army w czasach Wyścigu o Afrykę.
- 1899 – oblężenie Mafekingu podczas wojny Anglików z Burami. Robert Baden-Powell szkoli młodych chłopców na „skautów”. Zajmują się wywiadem, łącznością, podchodzeniem, tropieniem, pierwszą pomocą.
- 1902 – w USA powstaje organizacja młodzieżowa Woodcraft Indians (Indianie Puszczańscy) założona przez „Czarnego Wilka” – Ernesta Thompsona Setona.
  - W Anglii Baden-Powell wydaje książkę „Wskazówki dla zwiadowców” (Aids to scouting).
- 1907 – początki skautingu w Anglii. 29 lipca – obóz doświadczalny na wyspie Brownsea w hrabstwie Dorset. Jest to oficjalny rok powstania skautingu w Anglii.
- 1908 – ukazuje się książka Baden-Powella „Skauting dla chłopców” (Scouting for Boys) – pierwszy typowo skautowy podręcznik.
- 1912 – Baden-Powell ożenił się z Olave St. Clair Soames.
- lipiec 1913 – Wszechbrytyjski Zlot Skautów w Birmingham.
- 1920 – I Jamboree w Londynie – Baden-Powell otrzymuje tytuł Naczelnego Skauta Świata.
- 1922 – założenie Międzynarodowej Organizacji Ruchu Skautowego WOSM (World Organization of the Scout Movement). Związek Harcerstwa Polskiego jest jednym z członków założycieli.
- 1928 – założenie Światowego Stowarzyszenia Przewodniczek i Skautek WAGGGS (World Association of Girl Guides and Girl Scouts). Związek Harcerstwa Polskiego jest jednym z członków założycieli.

## Postacie
- św. Jerzy – patron skautingu i harcerstwa
- Robert Baden-Powell – Olave Baden-Powell
- Frederick Russell Burnham
- Ernest Thompson Seton
- Charles Alexander Eastman (Ohiyesa)
- Roland E. Philipps
- o. Jakub Sevin
- Stefan Wincenty Frelichowski – Patron Harcerzy Polskich